# Petrošius
Petrošius ist ein litauischer männlicher Familienname, abgeleitet von Petras.

## Personen
- Audrius Petrošius (* 1988), Politiker, Mitglied des Seimas
- Darius Petrošius (* 1975), Politiker, Mitglied des Seimas
- Pranas Petrošius (*  1951),  Politiker, Bürgermeister von Tauragė